# قلعة دزك (بلقيس)
قلعة دزك (بالفارسية: قلعه دزک) هي قلعة تاريخية تعود إلى عصر القاجاريون، وتقع في مقاطعة سراوان.